# Guo Jie
Guo Jie (chiń. 郭洁; ur. 16 stycznia 1912 w Dalianie, zm. 15 listopada 2015 w Shaanxi) – chiński lekkoatleta, specjalizujący się w rzucie dyskiem.

## Młodość i kariera sportowa
Uczęszczał do szkoły średniej w Port Arthur trenując koszykówkę, piłkę nożną i lekkoatletykę (głównie rzut dyskiem, ale także pchnięcie kulą i wieloboje). W 1935 zwyciężył (z wynikiem 37,605) w rywalizacji dyskoboli podczas Chińskich Igrzysk Narodowych. Brał udział w letnich olimpijskich igrzyskach w 1936 r. w Berlinie – odpadł w eliminacjach. Wielokrotny rekordzista kraju. W 2008 r. przed igrzyskami olimpijskimi w Pekinie pomógł nieść znicz olimpijski ulicami Xi’anu.

## Rekordy życiowe
- Rzut dyskiem – 41,13 (1936)